# Тарайл
Тарайл (бенг. তারাইল, англ. Tarail) — город на востоке Бангладеш, административный центр одноимённого подокруга. Площадь города равна 2,70 км². По данным переписи 2001 года, в городе проживало 7487 человек, из которых мужчины составляли 52,32 %, женщины — соответственно 47,68 %. Плотность населения равнялась 2773 чел. на 1 км². Уровень грамотности населения составлял 35,5 % (при среднем по Бангладеш показателе 43,1 %). 